# Still Life (BIGBANGの曲)
『Still Life』（スティル ライフ、朝鮮語: 봄여름가을겨울）は、BIGBANGの楽曲。2022年4月5日に配信限定シングルとしてリリースされた。
韓国ではStill Lifeという英語タイトルも使われるが、特に『ポムヨルムカウルキョウル（봄여름가을겨울）』という韓国語タイトルが親しまれている。これは日本語でいう「春夏秋冬」や「四季」を表す言葉に相当する。

## 概要
「FLOWER ROAD」から約4年ぶりのリリース。
世の移り変わりを四季に例えており、人生をループする歌詞でメンバーの感情を表現した楽曲。
リリースからわずか1時間で、Twitterで「#BIGBANG_STILLLIFE」がワールドトレンド1位になった。
V.Iが2019年に不祥事によりグループを脱退したので、ボーカルはG-DRAGON、SOL、T.O.P、D-LITEの4人である。

### ミュージックビデオ
「Still Life」のミュージックビデオは2022年4月5日にYouTubeで公開され、2024年12月5日に1億回再生を突破した。

## 収録曲
1. Still Life [3:08]
作詞：G-DRAGON/T.O.P/KUSH、作曲：G-DRAGON/T.O.P/KUSH/VVN/Vince

## チャート成績
| チャート (2022年)                         | ピーク 順位 |
| ----------------------------------------- | ----------- |
| オーストラリア (ARIA)                     | 3           |
| カナダ (Canadian Hot 100)                 | 87          |
| Global 200 (Billboard)                    | 9           |
| 香港 (Billboard)                          | 1           |
| ハンガリー (Single Top 40)                | 17          |
| インドネシア (Billboard)                  | 8           |
| 日本 (Japan Hot 100)                      | 7           |
| 日本 (Oricon)                             | 11          |
| マレーシア (Billboard)                    | 1           |
| マレーシア (RIM)                          | 1           |
| オランダ (Global 40)                      | 16          |
| ニュージーランド (RMNZ)                   | 8           |
| シンガポール (RIAS)                       | 1           |
| 韓国 (Gaon)                               | 1           |
| 韓国 (K-pop Hot 100)                      | 1           |
| 台湾 (Billboard)                          | 3           |
| UK ダウンロード (Official Charts Company) | 57          |
| US Digital Songs (Billboard)              | 24          |
| US World Digital Song Sales (Billboard)   | 1           |
| ベトナム (Vietnam Hot 100)                | 1           |

| チャート (2022年) | 順位 |
| ----------------- | ---- |
| 韓国 (Gaon)       | 1    |

| チャート (2022年)          | 順位 |
| -------------------------- | ---- |
| 韓国 (Circle)              | 7    |
| ベトナム (Vietnam Hot 100) | 56   |

| チャート (2023年) | 順位 |
| ----------------- | ---- |
| 韓国 (Circle)     | 125  |

| チャート (2024年) | 順位 |
| ----------------- | ---- |
| 韓国 (Circle)     | 181  |